# Vườn Trung Hoa

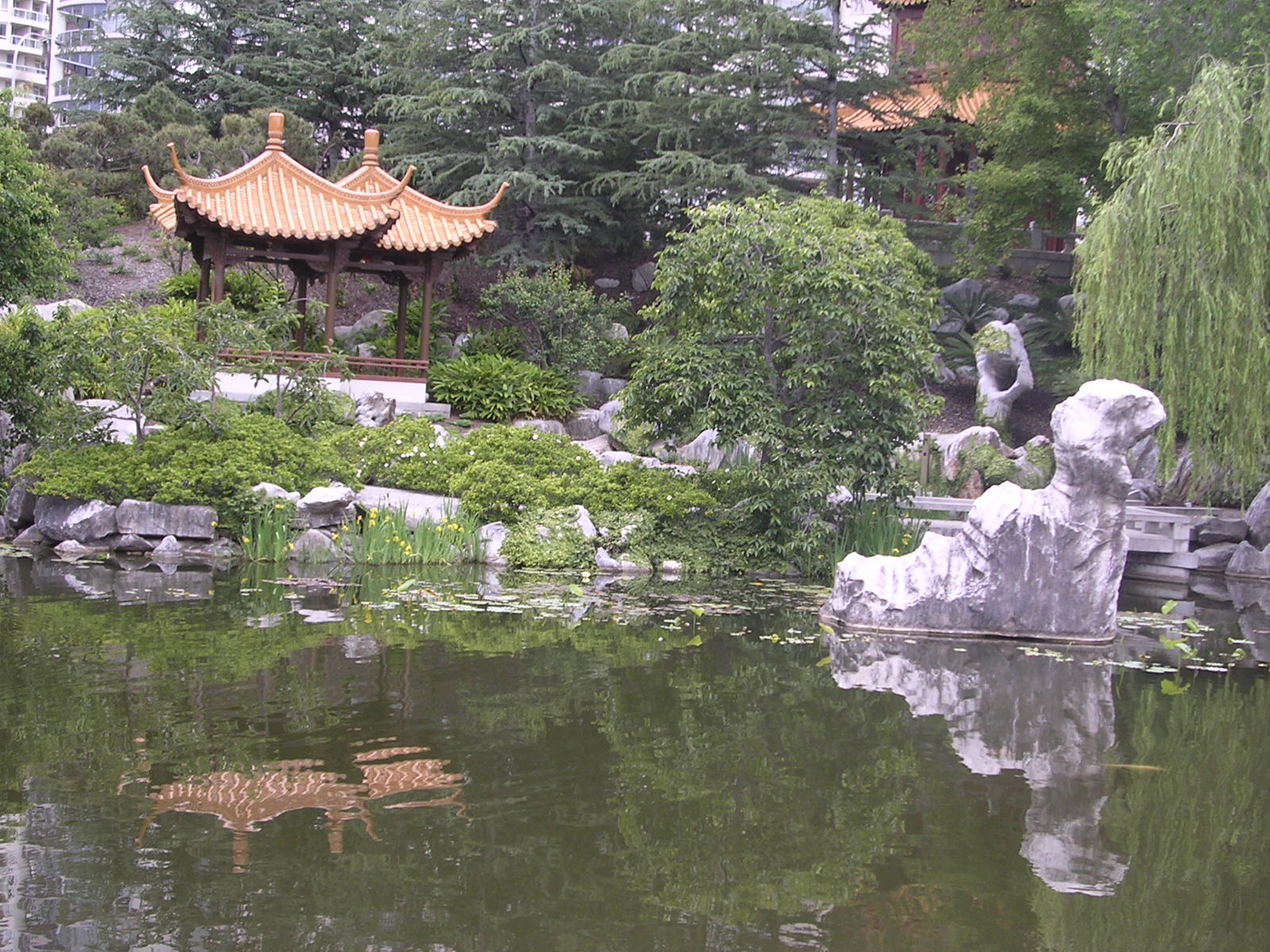
Vườn Trung Hoa ở Sydney

Vườn Trung Hoa là những khu vườn nghệ thuật được xây dựng với mục đích làm cảnh phục vụ nhu cầu tham quan, du lịch có phong cách vườn cổ của Trung Quốc.

## Đặc điểm
Trong vườn cảnh Trung Hoa yếu tố đá và nước được coi trọng hơn cả. Ở đây có một số coi như là nét đặc trưng đó là các non bộ hùng vĩ soi mình xuống hồ nước với đường viền liễu rủ như trong những bức tranh thủy mặc. Những hành lang dài có mái che, những thủy đình giữa hồ với cầu đá khúc khuỷu, theo quan niệm người Trung Hoa, để tránh quỷ dữ vào nhà hoặc các lầu hóng mát, ngắm trăng...
Có các khu vườn cảnh điển hình cho phong cách này là các vườn cảnh cổ ở Tô Châu, Hàng Châu hay Cố Cung Bắc Kinh - Trung Quốc.